# Yazd Atash Behram

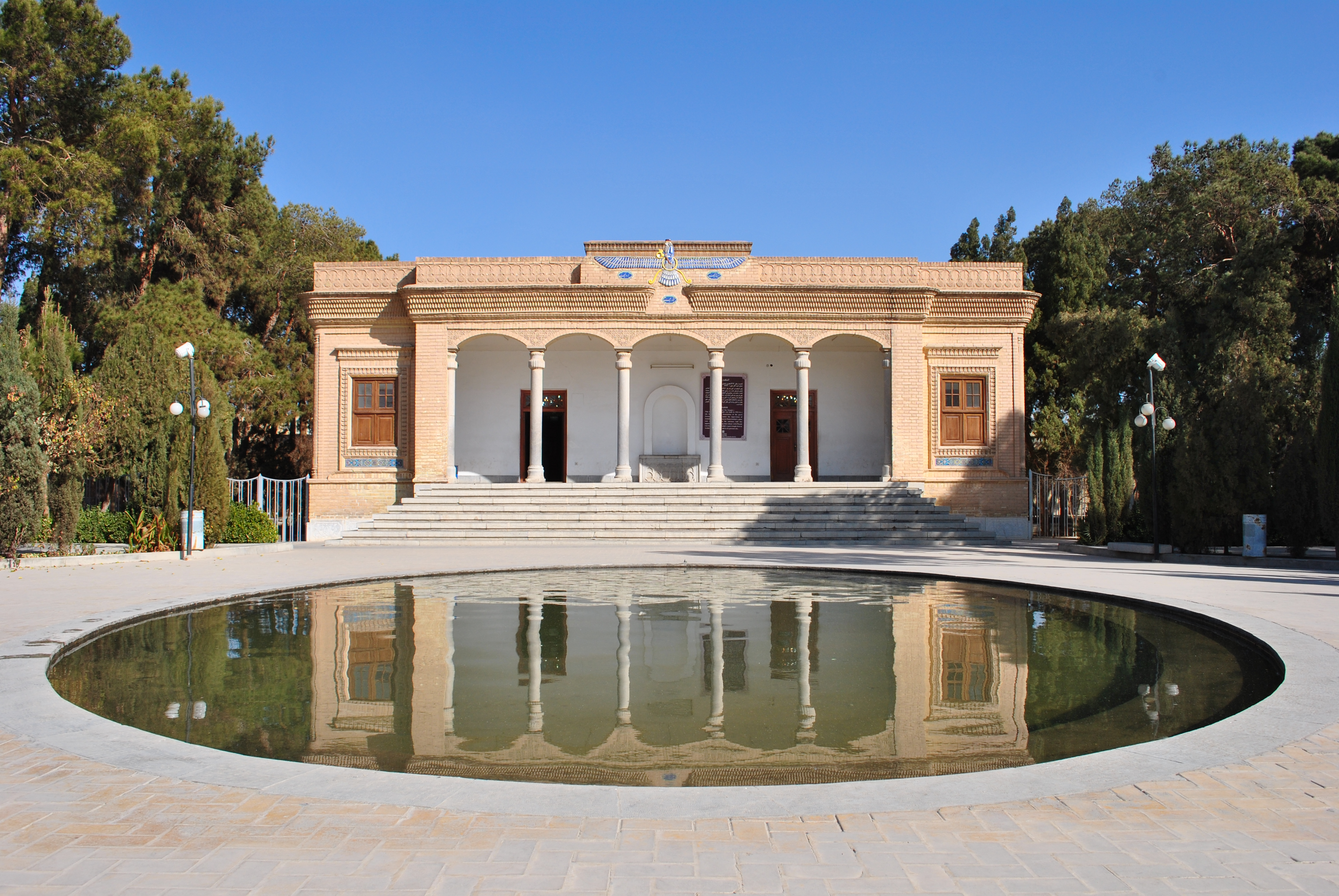
Yazd Atash Behram.

O Yazd Atash Behram (em persa: یزد آتش بهرام; também conhecido como آتشکدهٔ یزد, Atashkadeh-e Yazd), é um templo em Yazd, localizado na província de Yazd, no Irã. Foi construído em 1934 e consagra o Atash Bahram, que significa "Fogo vitorioso", datado de 470 d.C. É um dos nove Atash Behrams, o único do fogo de grau mais elevado no Irã, onde os zoroastrianos praticam sua religião desde 400 a.C; os outros oito Behrams Atash estão na Índia. De acordo com Aga Rustam Noshiravan Belivani, de Sharifabad, o Anjuman-i Nasiri (funcionários eleitos do Zoroastriano) abriu o Yazd Atash Behram na década de 1960 para visitantes não-zoroastristas.

## Antecedentes
O templo está localizado em Yazd, a oeste de Xiraz, na província do deserto de Yazda, onde os zoroastrianos praticaram sua religião desde cerca de 400 a.C. Está localizado na Avenida Ayatullah Kashani e fica a 6 km (3,7 mi.) do Aeroporto de Yazd.
O maior grau de templos de fogo foi construído pela primeira vez no Império Sassânida para a reverência do fogo, que é a manifestação de Aúra-Masda na religião zoroastrista.
De acordo com a religião zoroastriana, este tipo de fogo é consagrado por dezesseis fontes diferentes, incluindo o fogo criado por um raio.

## História
De acordo com uma placa de inscrição fixada no santuário, a construção do templo Yazd Atash Behram é datada de 1934. Os fundos para a construção foram fornecidos pela Associação dos Parses Zoroastrianos da Índia. A construção foi feita sob a orientação de Jamshid Amanat. O fogo sagrado do templo está declarado queimado desde cerca de 470 d.C; originalmente iniciado pelo Império Sassânida quando estava no templo de fogo de Pars Karyan, no condado de Laristão, no sul de Pars. A partir daí, foi transferido para Aqda, onde foi mantido por 700 anos. O fogo foi então movido em 1173 para o templo de Nahid-e Pars, nas proximidades de Ardakan, onde permaneceu por 300 anos até ser mudado novamente para a casa de um sumo sacerdote em Yazd, e finalmente foi consagrado no novo templo em 1934.
Um busto de Manekji Limji Hataria, que foi instrumental na arrecadação de fundos para a construção do templo, foi instalado nos recintos do templo. O busto também mostra os símbolos divinos zoroastrianos do Sol e da Lua.

## Características

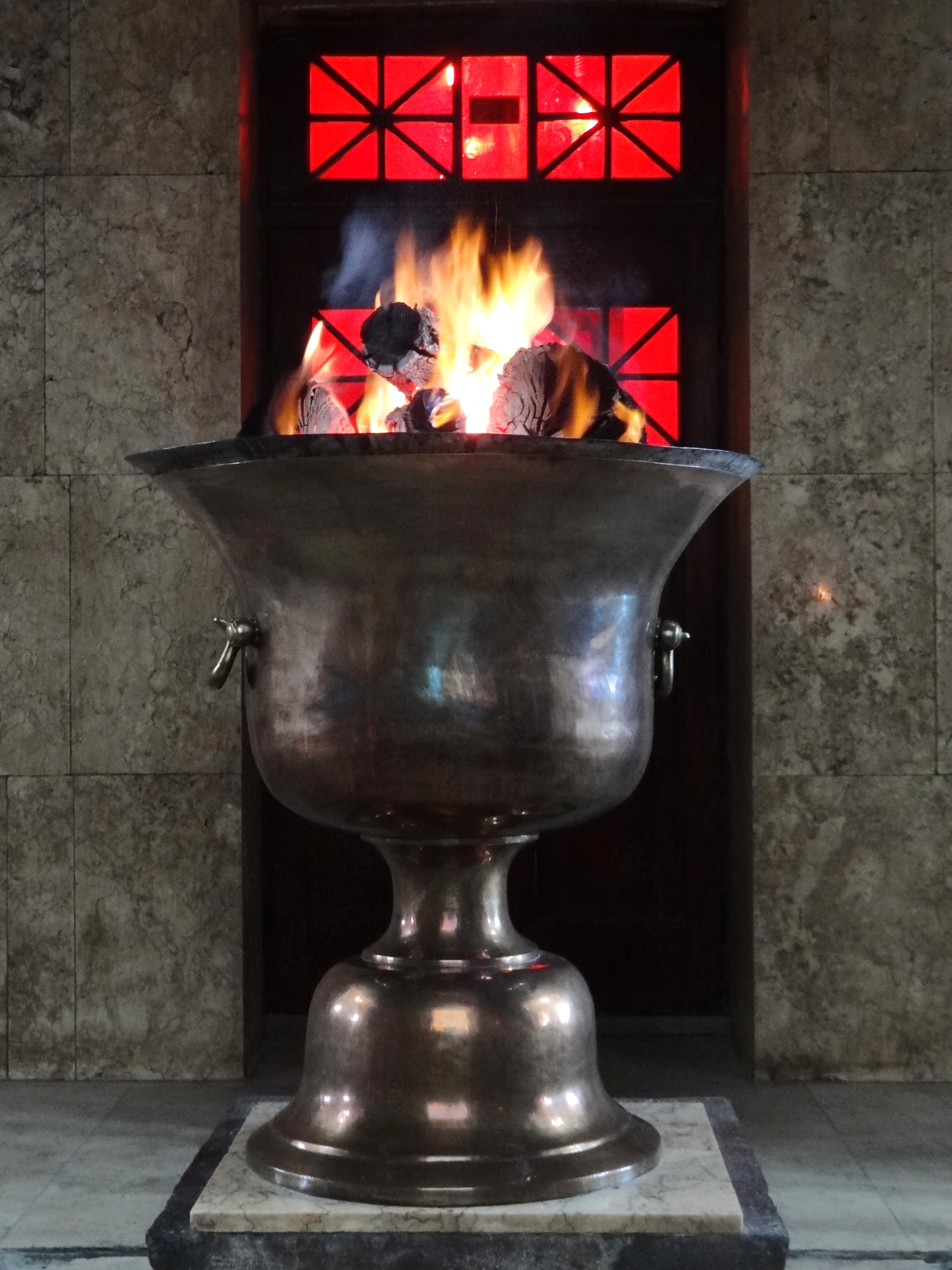
Chama eterna zoroastrista no templo do fogo em Yazd, Irã central.

O templo de fogo é construído em estilo da arquitetura aquemênida em alvenaria de tijolos para o projeto preparado pelos arquitetos de Bombaim. É semelhante em design aos templos de Atash Behram na Índia. O edifício está rodeado por um jardim que possui árvores frutíferas. Há uma divindade alada do Aúra-Masda embutida na porta da frente do templo.
O fogo sagrado é instalado no templo atrás de um armário de vidro pintado com tinta de cor âmbar. Apenas os zoroastrianos podem entrar na área do santuário do fogo. Os não-zoroastrianos só podem vê-lo de fora da câmara de vidro. O Anjuman-i Nasiri abriu o Yazd Atash Behram na década de 1960 para visitantes não-zoroastristas.